# Aisne (rivier in België)
De Aisne is een rivier in de Belgische provincie Luxemburg. Ze is een zijrivier van de Ourthe en heeft een lengte van 31 kilometer.
De Aisne ontspringt nabij Odeigne in de gemeente Manhay, dicht bij de Baraque de Fraiture, op een hoogte van 610 meter.
Na een steil verval komt de rivier in een breder dal waar ze een bochtig parcours vervolgt. Het dal is vrij toeristisch uitgebouwd met verscheidene campings en verblijven. Er wordt ook een toeristische tramlijn van de TTA uitgebaat.
De rivier stroomt door de gemeente Érezée met aan de oever de dorpen Amonines, Blier, Erezée, en Fanzel en komt dan via de rots van Roche-à-Frêne in de gemeente Durbuy met aan de oever de dorpen Aisne, Ozo en Juzaine om uiteindelijk te Bomal in de Ourthe uit te monden op een hoogte van 190 meter.